# Ongwuti Mons
L'Ongwuti Mons è una struttura geologica della superficie di Venere.